# 平遥县
37°12′5″N 112°9′16″E / 37.20139°N 112.15444°E

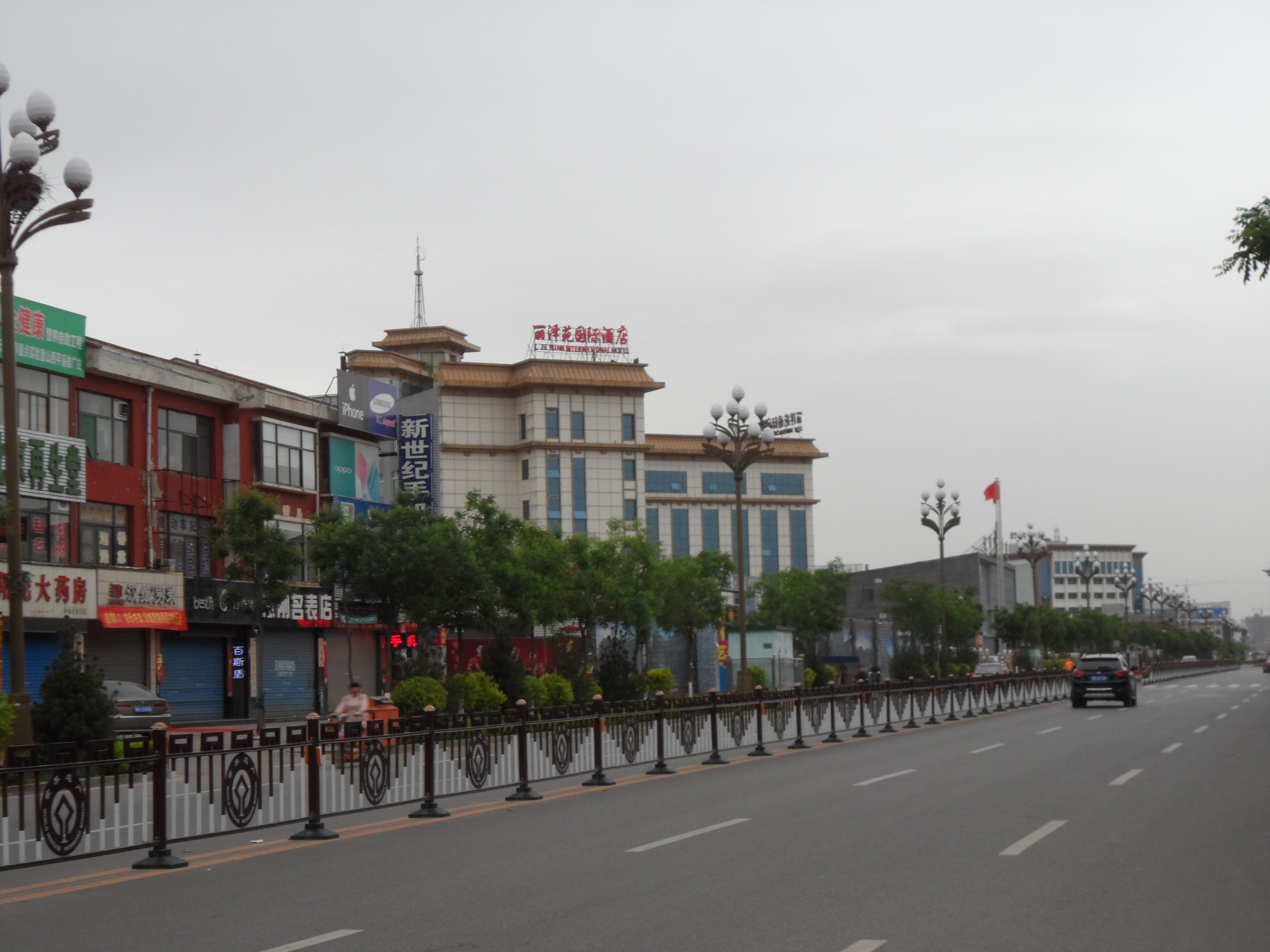
平遥街区

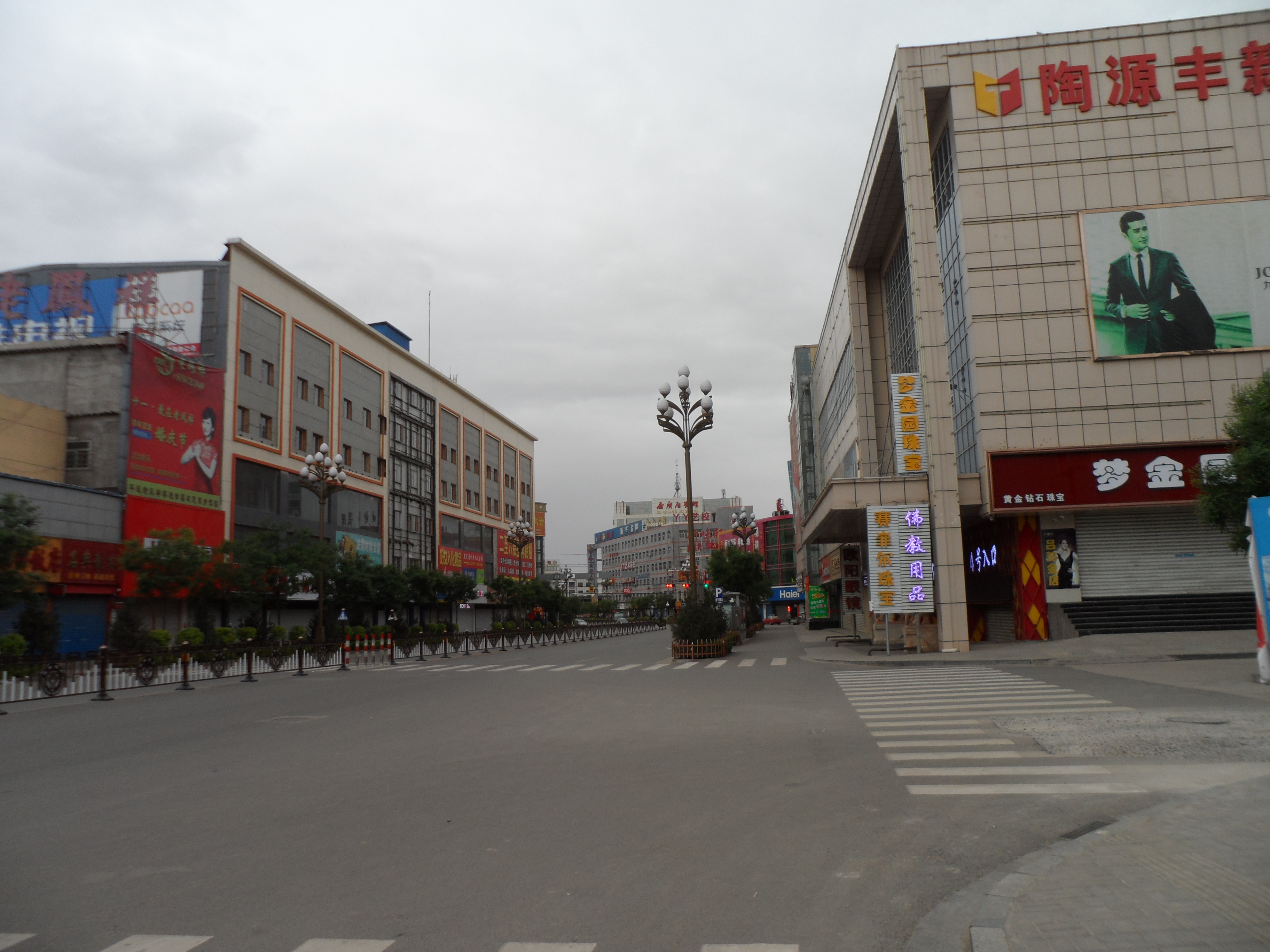
平遥街区

平遥县是中国山西省晋中市下辖的一个县，面积1260平方公里，县人民政府驻古陶镇曙光路13號。平遥是国家历史文化名城，包括双林寺和镇国寺在内的平遥古城已被列为世界文化遗产。平遥是中国重要的旅游城镇之一，被《米其林旅游指南》评为“三星级旅游推荐”（最高级别）。

## 历史
北魏太武帝时，将平陶县（原址在今文水县西南）东迁至今址，并因避太武帝拓跋焘名讳，改平陶为平遥，屬介州。672年後屬汾州。

## 地理
平遥地处汾河东岸、太原盆地的西南端，与另一座国家历史文化名城祁县相毗邻。

## 語言
平遙縣内通行晉語平遙話。

## 行政区划
平遥县下辖3个街道办事处、5个镇、9个乡：
古城街道、城东街道、城西街道、古陶镇、段村镇、东泉镇、洪善镇、宁固镇、南政乡、中都乡、岳壁乡、卜宜乡、朱坑乡、襄垣乡、杜家庄乡和香乐乡。

## 交通
大西高铁、同蒲铁路、 京昆高速、 东吕高速纵贯县境。
- 241国道、 340国道过境。

## 人口
根据(山西省)晋中市第七次全国人口普查公报显示：平遥县常住人口为450697人。
2010年第六次全国人口普查全县常住人口为502712人。

## 经济
经济以旅游业和农业为主，主产粮食、棉花，特产平遥牛肉、推光漆器等。其中平遥牛肉（中国地理标志产品）名声颇大，有“平遥牛肉太谷饼”的民歌歌词。

## 风景名胜
- 全国重点文物保护单位20处：平遥城墙、镇国寺、双林寺、慈相寺、平遥文庙、清虚观、金庄文庙、利应侯庙、平遥清凉寺、平遥城隍庙、日昇昌旧址、襄垣慈胜寺、干坑南神庙、北依涧永福寺过殿、梁家滩白云寺、平遥惠济桥、雷履泰旧居、平遥市楼、南政隆福寺、长则普明寺
- 山西省文物保护单位14处：东大闫墓群、北常普音寺、东卜宜先师庙、杜村玉皇庙、梁村积福寺、庞庄普恩寺、赵壁子夏庙、七洞关帝庙、岳封五岳庙、梁官洪济寺、北长寿关岳庙、平遥鸣凤书院、西赵观音堂、梁奔前烈士墓及就义处旧址
- 晋中市文物保护单位4处：京陵城遗址、先师庙戏台、百川通票号旧址、蔚泰厚票号旧址
- 平遥县文物保护单位多处
- 平遥县衙
- 中国历史文化名村：岳壁乡梁村、段村镇段村、

- 镇国寺万佛殿
- 双林寺天王殿
- 平遥文庙大成殿
- 清虚观纯阳宫
- 平遥城隍庙献殿
- 日昇昌旧址
- 梁家滩白云寺
- 平遥惠济桥
- 雷履泰旧居
- 南政隆福寺七佛殿
- 平遥市楼
- 干坑南神庙光明菩萨殿